# Концерт для двух фортепиано с оркестром (Пуленк)
Концерт для двух фортепиано с оркестром ре минор — произведение французского композитора Франсиса Пуленка, написанное и исполненное впервые в 1932 году.

## История написания и премьера
Концерт композитору заказала известная покровительница искусств графиня де Полиньяк. К тому моменту она уже много лет знала композитора, но до этого ничего написать его не просила. «Эта светская дама, по рождению американка (её отец — Зингер, изобретатель швейной машины) — всю жизнь была просвещенной меценаткой. Она была дружна с Шабрие, Форе, Равелем, Рихардом Штраусом, Стравинским, Сати и, конечно же, с Фальей, которому она заказала „Балаганчик трактирщика Педро“. В том сентябре я жил вместе с Фальей в палаццо Полиньяк на Сапае Стапьйе; Артур Рубинштейн и другие артисты тоже жили там. В обширных гостиных стояли рояли. За одним из этих роялей Форе когда-то сочинил свои знаменитые венецианские романсы, которые он посвятил княгине. Сколько мы музицировали тогда в 1932 году!» — рассказывал сам Пуленк. Работа над концертом велась в основном летом 1932 года. Премьера состоялась в Венеции 5 сентября, партию второго рояля исполнил Жак Феврие, сопровождал солистов оркестр театра Ла Скала.
«Нескромно, но должен признаться, что это триумф», — писал Пуленк супруге композитора Жоржа Орика Норе. «Я очень рад этому концерту, который звучит потрясающе. И оркестр Ла Скала исполнил его так, что все остальные исполнения будут жалкими. […] Небесные скрипки в верхнем регистре, соблазнительные кларнеты и гобои — мягкие и весёлые. Это чудесно! Жак играл со мной идеально и в итоге мы выступили очень хорошо. Как бы там ни было, мы уже ангажированы на зиму».

## Анализ
Состав оркестра: две флейты (вторая также — пикколо), два гобоя (второй также — английский рожок), два кларнета, два фаготта, две валторны, две трубы, два тромбона, туба, ударные, струнные.
Концерт использует форму ABA в первой и второй частях, а финал написан в более сложной форме рондо. Концерт состоит из следующих трех частей:
Allegro ma non troppo (ре минор). Пуленк отходит здесь от традиционного сонатного аллегро и пишет часть в трехчастной форме.
Larghetto (си-бемоль мажор).
Allegro molto (ре минор). Финал Пуленка — синкретическое Рондо. Биограф композитора Анри Хелл отмечал, что «финал заигрывает с одной из тех намеренно вульгарных тем, которые никогда не покидают сердца композитора».

## Критика и реакция
Британский музыковед Бенджамин Иври: «Пуленк уводит слушателя в приключение в духе немого кино, в котором нагнетается симфонический шторм, в котором двое пианистов отважно продолжают играть. В качестве дополнительного всплеска экзотики в конце первой части Пуленк добавил причудливый и звонкий пассаж, который, по его словам, был вдохновлён балийской гамеланской музыкой, услышанной им на Колониальной выставке 1931 года в Париже де Шайо».
Музыковед Майкл Томас Рёдер: «Присущий Пуленку лёгкий стиль отмечен целым рядом черт: короткие, простые мелодичные мелодические линии в узком диапазоне, живое ритмическое содержание с использованием остинато и текучим, меняющимся метром; ясная, прозрачная фактура, в которой мало контрапунктического письма; по существу тональный диатонический язык, приправленный некоторым количеством диссонансов; и ясные формы, иногда включающие циклическое повторение тематического материала».
Доцент МГК им. Чайковского Анна Булычёва сравнивает концерт с Партитой для фортепиано и малого оркестра Игоря Маркевича, ноты которого, по признанию самого Пуленка, стояли у него на рояле во время работы на Концертом. Среди общего — продолжительность сочинения, моторика быстрых частей и лидирующая роль духовых в оркестре. В то же время существенно отличаются вторые части. У Пуленка она написана в духе Моцарта. «Но временами среди пестроты стилизованных тем проступает собственная пуленковская щемящая нотка», — добавляет музыковед.
Сам Пуленк о своем двойном концерте: «Причина успеха Концерта в Америке очень проста. Там обожают музыку для двух фортепиано, и ансамбли-дуэты там так же многочисленны, как струнные квартеты в Европе. Популярности Концерта значительно способствовала его запись на пластинке с Нью-Йоркским филармоническим оркестром под управлением Митропулоса. К тому же это произведение блестящее и хорошо звучит».

## Исполнители
Среди исполнителей концерта были пианисты Марта Аргерих, Святослав Рихтер, Николас Ангелич, Гухер Пекинел, Марко Соллини. Существует запись авторского исполнения концерта в сопровождении Национального оркестра Франции.